# Asociación Deportivo Cali
Maillots
Actualités
L'Asociación Deportivo Cali connu sous le nom Deportivo Cali est un club sportif colombien basé à Cali, fondé le 23 novembre 1912 en tant que Cali Football Club. C'est un des plus grands clubs colombiens surtout connu pour sa section football, la seule équipe du pays possédant son propre stade, l'Estadio Deportivo Cali d'une capacité de 52 000 places. Le club remporte dix titres de Championnat de Colombie de football et termine quatorze fois comme vice-champion. Le club est deux fois finaliste de la Copa Libertadores en 1978 et en 1999, devenant le premier club colombien à accéder en finale de la coupe continentale.
Le club a une rivalité avec l'autre club de la ville, l'América de Cali, leurs confrontations donnent lieu au Clásico vallecaucano.
Les autres disciplines sportives du Deportivo Cali sont le football féminin, le basketball, le futsal, le tennis et la natation.

## Histoire

### Les débuts

Le premier écusson du club

Le Cali Football Club est fondé le 23 novembre 1912 par un groupe de jeunes dont certains revenaient d'Angleterre. À la suite d'une scission dans le club, deux équipes sont formés, Cali FC A et Cali FC B. Une rencontre est organisée entre les deux équipes pour savoir laquelle prendrait les couleurs du département, le vert et le blanc. Cali A qui jouait en rouge et blanc remporte le match 3 à 1 et hérite des couleurs du département. En 1927, le club change de nom et devient Deportivo Cali A, il représente la région du Valle del Cauca au niveau national, et remporte les titres régionaux en 1927, 1928, 1929, 1930, 1931, 1934, 1935 et 1936.

### Début du professionnalisme
Avec l'arrivée du professionnalisme, en 1945, plusieurs clubs créent d'autres sections sportives comme le basketball ou la natation, ce sera aussi le cas du Deportivo Cali. En 1948, les deux équipes de Cali, le Deportivo et l'América disputent le premier championnat national. Le Deportivo termine sa première saison professionnelle à la huitième place, sur dix participants. La saison suivante le club sera vice-champion derrière le CD Los Millonarios avec Alfredo Di Stéfano, le futur Ballon d'or (en 1957 et 1959).
En 1955 le Deportivo Cali termine à la dernière place du championnat, il n'y a pas de relégations en ce temps là, mais l'équipe est disqualifiée, ce qui provoque la faillite du club et la dissolution du conseil d'administration. Le club ne prendra pas part au championnat de 1956, ni les deux suivants. En 1959, une nouvelle équipe est formée et le Deportivo Cali revient en championnat de Colombie en 1959 après trois années d'absence. Le club terminera à la troisième place.

### Premier titre
Lors du championnat de Colombie de 1965, le Deportivo Cali détrône le quadruple champion en titre, les Millonarios et remporte son premier titre de champion de Colombie. Le lendemain du dernier match, le lundi 13 décembre 1965 est déclaré jour férié à Cali, 200 000 personnes viennent accueillir l'équipe championne à son retour en ville. À la suite de désaccords entre la fédération colombienne de football et la fédération sud-américaine (CONMEBOL), le pays n'envoie aucune équipe dans les compétitions continentales, ce qui prive le Deportivo Cali d'une première participation à la Copa Libertadores.

### Première participation en Copa Libertadores
Après son premier titre de champion de Colombie, l'année suivante le club ne termine qu'à la sixième place, mais en 1967 Cali fête son deuxième titre en devançant les Millonarios de huit points. Les deux clubs colombiens disputent donc la  Copa Libertadores 1968, la première pour le Deportivo. Les deux clubs se retrouvent dans le même groupe, en compagnie de deux clubs argentins, Estudiantes de La Plata et l'Independiente. Si le futur vainqueur de la compétition, l'Estudiantes domine largement le groupe, Cali et l'Independiente se retrouvent derrière à égalité de points. Un match d'appui est nécessaire pour connaître l'autre qualifié au deuxième tour. Le match a lieu à Lima au stade national, à la fin de la première mi-temps les Argentins menaient 3 à 0, les Colombiens réussirent à revenir à 3 à 2 en deuxième période, mais ne purent réaliser l'exploit.

### Les années 70, la période dorée
Après le troisième titre de champion acquis en 1969, le club connaîtra sa période dorée dans les années 70, avec deux autres titres en 1970 et 1974, le Deportivo termine quatre fois vice-champion en 1972, 1976, 1977, 1978 et excepté en 1979 participe chaque année au tournoi final du championnat.
En 1978, le Deportivo Cali devient la première équipe colombienne à atteindre la finale de la Copa Libertadores. L'équipe sort première de son groupe composé des clubs uruguayens de Peñarol et Danubio et de l'autre club colombien de l'Atlético Junior. En finale, le Deportivo rencontre le champion en titre, le Boca Juniors, après un match nul 0 à 0 à Cali, l'équipe s'incline à La Bombonera 4 à 0, offrant le deuxième titre aux Argentins.
Pendant cette décennie le Deportivo Cali compte dans ses rangs un joueur d'exception, Jairo Arboleda (es) surnommé El Maestrico qui reste au club de 1970 à 1972, puis de 1974 à 1978. Il est considéré comme un des meilleurs milieu de terrain colombien.

### Années 1980, dans l'ombre de l'América
Le Deportivo Cali commence les années 1980 avec un nouveau titre de vice-champion derrière l'Atlético Junior, mais en 1981 ne se qualifie pas pour la phase finale du championnat, c'est à ce moment que le rival local de l'América de Cali se met en lumière. L'América remporte son deuxième titre en 1982 (après son titre en 1979), puis quatre autres d'affilée. Le Deportivo se retrouve dans l'ombre de son rival, terminant deux fois deuxième derrière l'América en 1986 et 1987. Ce n'est qu'en 1992 que le Deportivo participe de nouveau à la phase finale, terminant à la 3e place et laissant le titre une nouvelle fois à l'América.

### 1996, le sixième titre
Lors du championnat de Colombie 1995-1996 le Deportivo termine à la première place, un match nul lors de la dernière journée dans le derby contre l'América de Cali suffit aux verts pour empocher le sixième titre 21 ans après.

### La fin des années 1990
Après le sixième titre de champion de Colombie, le Deportivo Cali revient sur le devant de la scène, même si le titre de  1996-1997 revient à l'América de Cali, le Deportivo remporte le championnat suivant en 1998 et la même année atteint la finale de la première édition de la Copa Merconorte, une compétition qui regroupe des équipes de Bolivie, Colombie, Equateur, Pérou et Venezuela. L'année suivante le Deportivo rejoue une finale de Copa Libertadores en 1999 après avoir battu en demi-finale les Paraguayens de Cerro Porteño comme 21 ans auparavant. En finale, Cali joue le match aller à domicile contre les Brésiliens de Palmeiras et remporte le match 1 à 0. Au match retour, au stade Palestra Itália à São Paulo, les locaux l'emportent 2 à 1, avec une égalité sur le score cumulé, une séance de tirs au but doit désigner le champion d'Amérique du Sud. Les Colombiens perdront lors de cette séance par 4 à 3 donnant le premier titre à Palmeiras.

### La tragédie du 24 octobre 2002
Le 24 octobre 2002, lors d'une séance d'entraînement la foudre s'abat sur le terrain, plusieurs joueurs seront touchés. Hermán Gaviria, joueur international, est tué sur le coup, Giovanni Hernández, Carlos Andrés Álvarez (es) et Giovanni Córdoba (en) seront hospitalisés. Córdoba, un joueur de 24 ans, qui avait été contacté auparavant pour disputé un match pour l'équipe nationale, mourra trois jours plus tard. Le Deportivo Cali qui était favori cette année pour le titre, le club termine à la première place des deux phases régulières des tournois d'ouverture et de clôture, sera affecté par cette tragédie et laissera filer le titre pendant la phase finale.

### 2010, nouveau stade et première Coupe de Colombie

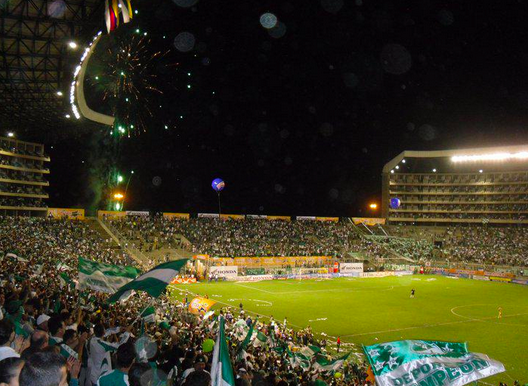
Le stade lors de la finale retour en 2010

En 2001, le club pose la première pierre de son propre stade. L'Estadio Deportivo Cali est une copie de l'Estadio Monumental Isidro Romero Carbo du Barcelona Sporting Club en Équateur. Les travaux dureront des années, le stade sera disponible en 2008 mais ne sera inauguré officiellement que le 21 février 2010.
La même année le Deportivo Cali remporte la Coupe de Colombie, une compétition réactivée en 2008. Avec une victoire 2 à 0 contre Itagüí Ditaires au match retour, le club fête son premier titre officiel dans son nouveau stade. 

### 2014, victoire en Superliga de Colombie

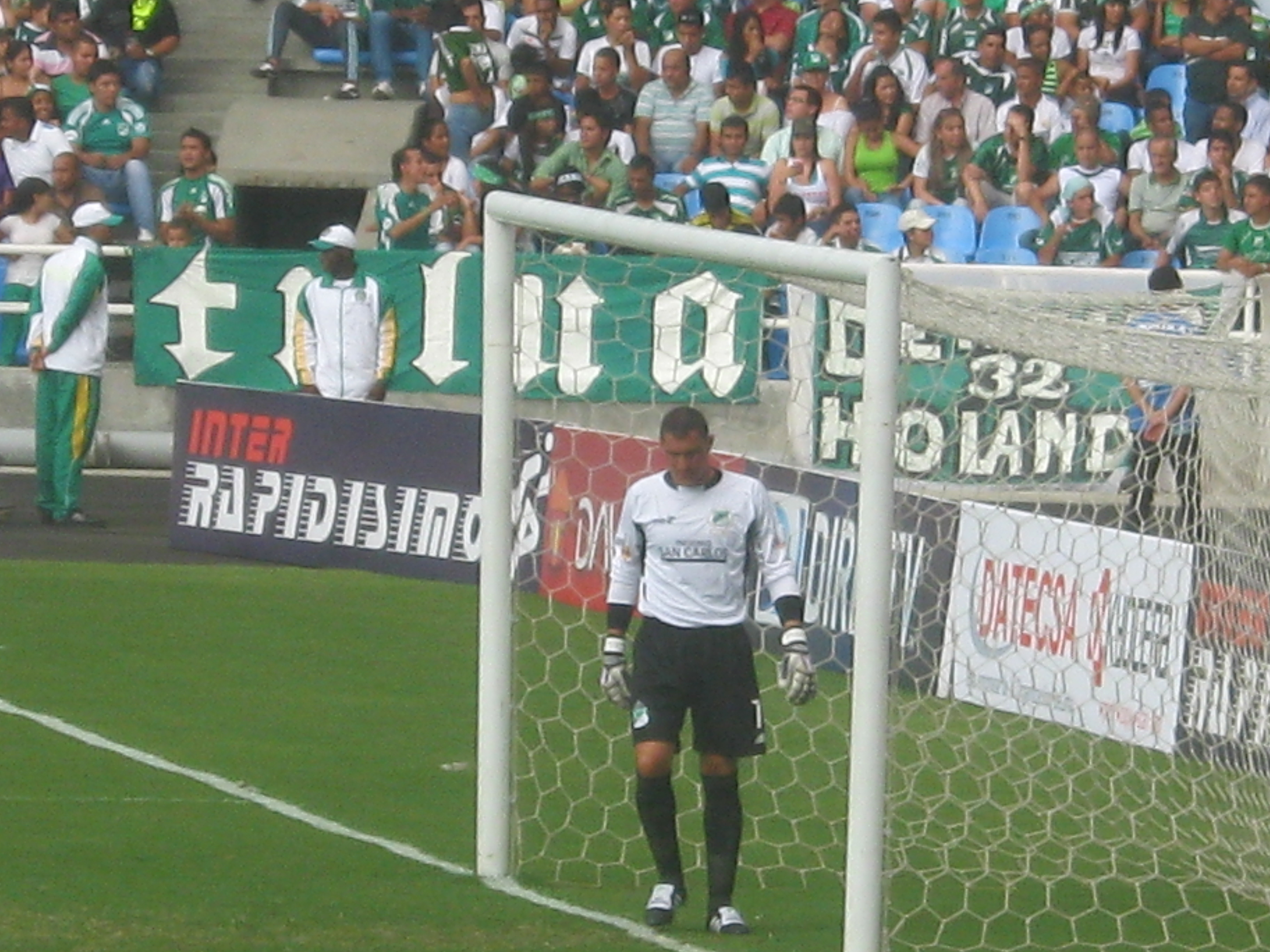
Faryd Mondragón, héros de la finale

En 2012, est créée la Superliga Colombiana une compétition opposant les clubs vainqueurs des deux tournois semestriels, le tournoi d'ouverture et le tournoi de clôture de la saison précédente. En 2014, lors de la troisième édition, le Deportivo Cali en tant que meilleur deuxième affronte l'Atlético Nacional vainqueur des deux tournois. C'était également une revanche sur la finale perdue lors du Tournoi de clôture 2013. Cali remporte le match à domicile 2 à 1, au match retour à Medellín l'Atlético gagne 1 à 0.
Avec un score cumulé de 2 à 2, il faut une séance de tirs au but pour désigner le vainqueur, Cali gagnera 4 à 3, le gardien et capitaine Faryd Mondragón qui avait commencé et terminé sa carrière au Deportivo, arrête deux penalties.
Le Deportivo Cali disputera encore deux autres finales de cette Supercoupe, en 2016, elle est perdue contre l'Atlético Nacional et en 2022, perdue contre le Deportes Tolima.

## Stades

### Stade olympique Pascual-Guerrero
Le premier stade de la ville de Cali était l'Estadio Galilea (es), où jouaient tous les clubs de la ville. Avec le succès grandissant du football, la ville construit en 1935 un stade plus moderne. Le Stade olympique Pascual-Guerrero est ouvert en 1937. Le Deportivo Cali joue longtemps dans ce stade, et c'est là que certains des exploits les plus glorieux de l'équipe ont été réalisés. Le club dispute ses matchs à domicile à Pascual Guerrero jusqu'en 2010, année de mise en service de son propre stade. Cependant, en raison de rénovations constantes pour terminer le stade du Deportivo, l'équipe alterne entre Pascual Guerrero et son propre stade jusqu'à l'achèvement total en 2014.
Le stade Pascual-Guerrero est le terrain de jeu de l'América de Cali, de l'Atlético Fútbol Club et du Boca Juniors de Cali.

### Estadio Deportivo Cali
En 1996, le Deportivo décide d'avoir son propre stade, après une visite en Équateur du stade Monumental du Barcelona Sporting Club et du stade Rodrigo Paz Delgado du LDU Quito, il est convenu de bâtir un stade sur le même modèle et de faire confiance aux architectes de Guayaquil. La première pierre est posée en 2001, les travaux commencent en 2002, mais prennent beaucoup de retard. Le stade sera disponible en 2008, il sera inauguré le 21 février 2010 mais terminé complètement en 2014. Depuis 2015, le Deportivo Cali joue tous ses matchs à domicile dans son propre stade de 52 000 places.
Le Deportivo Cali est le seul club colombien à posséder son propre stade,.

## Culture populaire

### Rivalités
Le Deportivo Cali a trois grandes rivalités. La plus connue est celle contre l'autre équipe de la ville, América de Cali, les deux clubs de Cali remportent 25 titres nationaux à ce jour, 15 pour les rouges de l'América et 10  pour les verts du Deportivo. C'est le classique le plus ancien et le plus joué en Colombie.
Avec Millonarios, ce sont souvent des luttes pour le titre et des conflits entre les fans à la fois à Cali et à Bogotá. 
Avec l'Independiente Medellín, il y a grande rivalité et de multiples confrontations dans les phases finales, ainsi que des confrontations violentes entre leurs fans.

#### Clásico vallecaucano
Le derby de Cali entre le Deportivo et l'América de Cali tire son nom du département de Valle del Cauca. Les deux clubs viennent de classes sociales différentes (monde étudiant pour le Deportivo et quartier modeste pour l'América).
Les rencontres sont régies par une rivalité sportive à partir de 1931 et cette rivalité ne diminue pas du fait que les deux clubs sont régulièrement aux prises pour l'obtention de titre. À cela s'ajoute d'une manière plus générale, une rivalité de prestige qui consiste à se comparer les palmarès nationaux ou internationaux.

#### Clásico añejo
Le Clásico añejo contre les Millonarios est le match le plus important du pays, il était considéré comme le Super Classique Colombien dans les années 60 et 70. En 1980, la crise économique des Millonarios, la mauvaise passe pour le club de Cali, l'émergence de l'Atlético Nacional et de l'América de Cali comme rivaux des deux équipes, fut la cause du déclin de ce grand classique.

#### Contre Independiente Medellín
Il n'y a pas de rivalité régionale entre le Deportivo Cali et l'Independiente Medellín, mais ce match affronte les équipes les plus anciennes du football colombien.

### Supporteurs

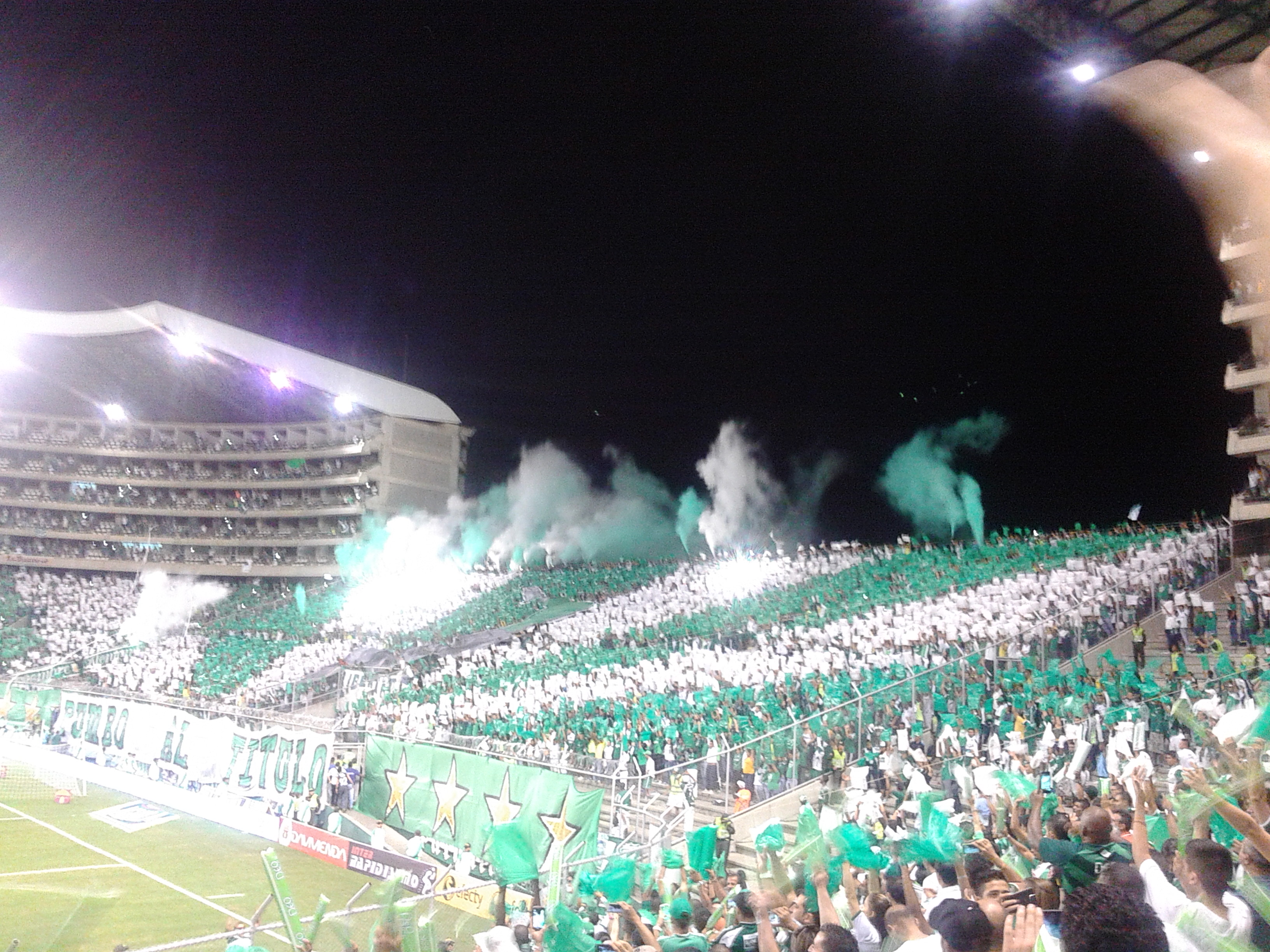
Tifo de la tribune Sud

Le groupe d'ultras le plus important est le Frente Radical Verdiblanco (front radical vert et blanc), fondé en 1992, il prend place sur la tribune sud du stade . Le groupe a connu plusieurs épisodes de violence à l'intérieur et à l'extérieur du stade. Le phénomène de la violence est profondément enraciné dans les barra brava colombiennes et la FRV ne fait pas exception. Les affrontements entre la FRV et d'autres groupes sont fréquents, tant à Cali que dans d'autres villes, et ont fait plusieurs morts, des dizaines de blessés et d'importants dégâts matériels.
En raison de ces actes de violence, le groupe a été sanctionné à plusieurs reprises, se voyant interdire l'entrée dans les stades. L'équipe a été contrainte de jouer sans public ou avec la fermeture des tribunes populaires et le paiement d'amendes.
L'autre groupe qui prend place sur la tribune Nord est l'Avalancha Verde (Avalanche Verte).

## Palmarès
| Compétitions nationales | Compétitions internationales                                                              |
| - Championnat de Colombie (10) : - Champion : 1965, 1967, 1969, 1970, 1974, 1996, 1998, Cl. 2005, Ou. 2015 et Cl. 2021 - Coupe de Colombie (1) : - Vainqueur : 2010. - Finaliste : 1963, 1981 et 2019. - Superliga de Colombia (1) : - Vainqueur : 2014. | - Copa Libertadores : - Finaliste : 1978 et 1999. - Copa Merconorte : - Finaliste : 1998. |

## Anciens joueurs
- Álvaro Domínguez
- Roberto Fernández
- Buenaventura Ferreira
- Valeriano López
- Jorge Amado Nunes
- John Wilmar Pérez
- Bernardo Redín
- Mario Yepes
- Carlos Valderrama
- Pablo Batalla
- Hernán Gaviria
- Giovanni Córdoba (en)
- Luis Muriel
- Rafael Santos Borré